# Bonslede

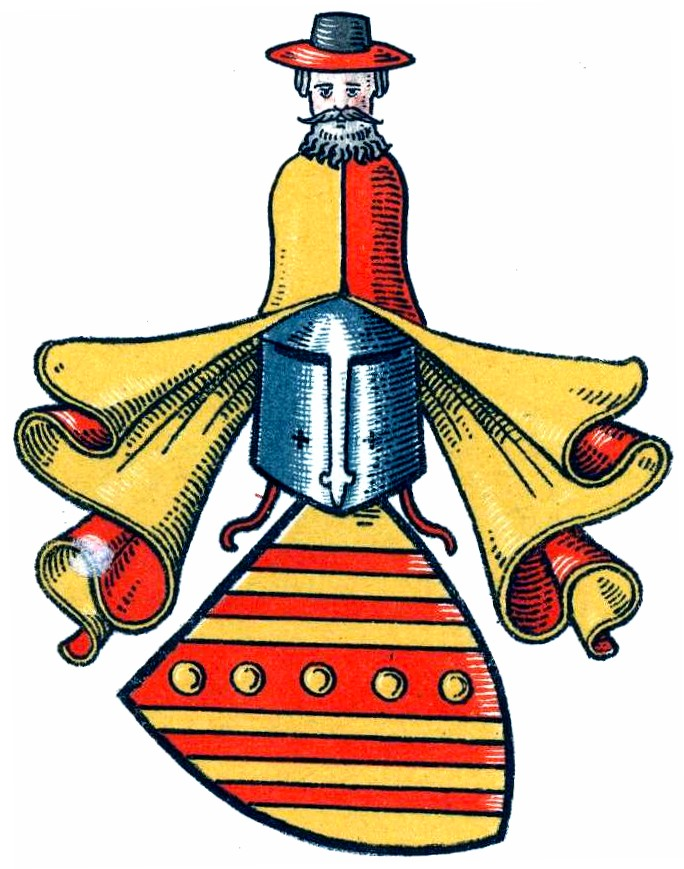
Wappen derer von Bonslede bei Spießen

Die Herren von Bonslede (auch: Bonseler, Bonsell, Bonsloe o. ä., oft kombiniert mit den Beinamen der drei Familienlinien gen. Bleffken, gen. Dramme oder gen. Grube o. ä.) waren ein westfälisches Adelsgeschlecht.

## Geschichte
Der Stammsitz des Geschlechts lag in Bonzel, einem Stadtteil von Lennestadt im Kreis Olpe. Dort ist das Ministerialengeschlecht ab 1373 (Iffred von Bonslede, verheiratet mit Delye Hasenporte) nachweisbar. Die Herren von Bonslede standen als Burgmannen im Dienste der Grafen von der Mark, denen damals auch die über große Teile des Sauerlandes ausgedehnte Herrschaft Bilstein gehörte. Der Wohnsitz derer von Bonslede lag genau in der Wegmitte zwischen zwei militärisch und strategisch bedeutsamen Stellen der Herrschaft Bilstein: der Lennefurt bei Grevenbrück im Norden und der Burganlage Bilstein im Süden.
Nach Iffred von Bonslede erscheinen 1386 die Brüder Heinemann und Hermann von Bonslede. 1392 war Dietrich von Bonslede Burgmann zu Bilstein. Dessen Bruder Hermann erhielt zeitgleich ein Mannlehen zu Roebeke.

### Linie Bleffke
1407 erscheint Dietrich das erste Mal als Diderich von Bonslede gen. Bleffken. 1442 war er verstorben, denn seine Kinder Johann von Bonslede gen. Bleffken († 1473) zu Niedermarpe und Bonzel (verheiratet mit Stineke/Styneke von Ole) und Anton (Tonies) von Bonslede gen. Bleffken († 1477) zu Reiste (verheiratet mit Sigghe/Fygghe) nahmen in jenem Jahr eine Erbteilung vor. Anton erhielt alle Güter zu Reise und Herhagen, Johann alle Güter zu Bonzel. Alle übrigen Güter wurden zu gleichen Teilen geteilt.
Die Eheleute Anton von Bonslede und Sigghe/Fygge hatten vier Kinder: Johann, Dydrich, Peter und Heinrich. Die Eheleute Johann von Bonslede und Stineke von Ole hatten sechs Kinder: Hunold, Johann, Godert, Guntram, Anna (verheiratet mit Johann von Rüspe gen. Overjunge) und eine weitere Tochter, die mit Heinrich von Affeln verheiratet war. 1481 verkauften Hunold, Johann und Godert von Bonslede ihren Anteil an Haus Bonzel an ihren Schwager Johann von Rüspe. 1513 wurden Godert und Johann von Bonslede mit dem Gut Niedermarpe belehnt. Godert und Guntram erscheinen noch 1515, Guntram noch einmal 1518. 1523 war Guntram verstorben. 1517 erscheint erstmals Guntrams Sohn Johann Bleffken von Bonslede. Er war zunächst mit einer Fye/Sophia, später mit Margaretha (Grete) Stein verheiratet. 1520 war er Burgmann zu Burg Schwarzenberg (Plettenberg). Johann hatte eine Schwester namens Godelyeff und einen Bruder namens Cracht Bleffken von Bonslede. 1522 verkaufte Johann sein Gut und seine Gerechtigkeit zu Bonzel an Hermann von Hatzfeld, dem Cracht 1523 zustimmte. 1525 quittierte Johann den Erhalt die Kaufsumme.

### Linien Dramme und Grube
Die Nachkommen des o. g. Hermann von Bonslede, Besitzer eines Lehens in Roebeke/Rubeke und des Gruben guts, nahmen andere Rufnamen an. Hermanns gleichnamiger Sohn hieß Hermann von Bonslede gen. Dramme (verheiratet mit Anna), dessen Bruder Dietrich von Bonslede gen. Grube nach dem Stammgut Grubengut.
Das Brüderpaar und Hermann Juniors Sohn Johann von Bonslede gen. Dramme erhielten 1448 die Erlaubnis Gut Haveckebeke wie ihr eigenes zu gebrauchen. Letzterer Johann von Bonslede gen. Dramme, der noch einen Bruder Dietrich hatte, war Bürgermeister von Attendorn. Er heiratete 1454 Katharina von Hunden gen. Peppersack. Als Brautschatz erhielt Johann u. a. einen Hof zu Altenhunden, das Gut zu Hofoelpe und ein Gütchen Vore by der bruggen. Während Dietrichs Ehe kinderlos blieb, resultierte aus Johanns Ehe mit Katharina von Hunden eine Tochter namens Katharina von Bonslede gen. Dramme, die 1460 Hermann von Neuhoff heiratete. Damit erlosch die Linie Dramme.
Dietrich von Bonslede gen. Grube war von 1445 bis 1449 Richter der Stadt Attendorn. Er tritt bis 1458 auf und scheint ohne Nachkommen verstorben zu sein, denn 1509 war das Grubengut bereits in den Händen der Familie von Neuhoff, die es in jenem Jahr verkauften.
Mit dem Erlöschen der Bleffke-Linie in der ersten Hälfte des 16. Jahrhunderts starb das Geschlecht im Mannesstamm aus.

## Wappen
Blasonierung bei Spießen: In Gold schrägrechter roter Balken mit fünf goldenen Kugeln beladen, zu jeder Seite von zwei schmalen roten Balken begleitet. Auf dem Helm eine bärtige Mannpuppe, deren Kleidung rechts gold, links rot ist. Auf dem Kopf hat sie einen schwarzen Hut mit roter Krempe. Die Helmdecken sind rot-gold.
Weitere Wappendarstellungen:

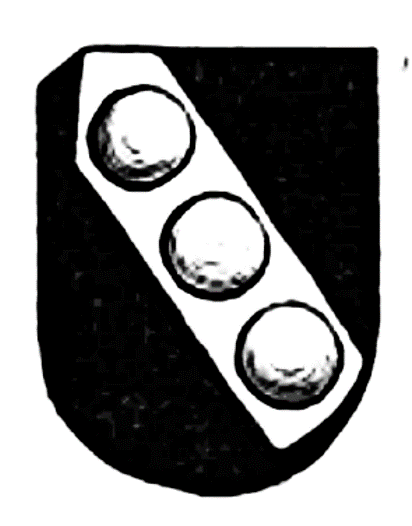
Wappen derer von Bonsloe bei Fahne
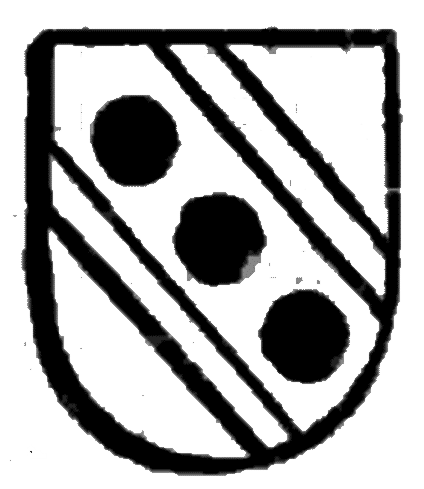
Wappen derer von Bonsloe (1515) bei Fahne
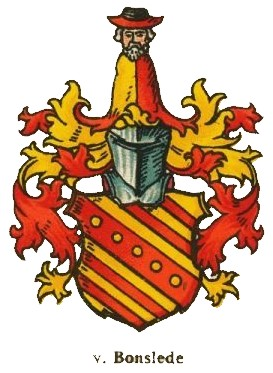
Wappen derer von Bonslede in Weller's Wappensammlung